# محمودية
الفصيلة العليقية أو المحمودية أو اللافة أو المدادية أو نجمة الصباح (باللاتينية: Convolvulaceae) فصيلة نباتية تضم عدة أجناس، منها:
- اللَبْلاَب (باللاتينية: Convolvulus).
- الحَامُول (باللاتينية: Cuscuta).
- الأثمان (باللاتينية: Ipomoea).
- البطاطا الحلوة (باللاتينية: Ipomoea batatas).

يمكن التعرف على Convolvulaceae من خلال كورولا المتماثلة شعاعيًا على شكل قمع؛ تحتوي التركيبة الزهرية للعائلة على خمسة سيبالات، وخمس بتلات مدمجة، وخمسة أسدية (سداة مدمجة في البتلات)، وجزءان متشابكان ومتفوقان. عادة ما تكون سيقان هذه النباتات متعرجة، ومن هنا جاء اسمها اللاتيني (من convolvere، إلى "ريح"). الأوراق بسيطة وبديلة، بدون اشتراط. في Cuscuta الطفيلية يتم تقليلها إلى المقاييس. يمكن أن تكون الفاكهة كبسولة أو توت أو جوز، وكلها تحتوي على بذرتين فقط لكل مكان (بويضة واحدة / مبيض).